# Megyeri Krisztina
Megyeri Krisztina (Budapest, 1974. november 2. –) magyar zeneszerző.

## Élete
Középiskolai zeneszerző tanulmányait a Bartók Béla Zeneművészeti Szakközépiskolában végezte.
Zenetudományi Masters diplomáját az Université Paris VIII-en, a kortárs opera témájában szerezte. 2003 őszén a párizsi Théâtre du Châtelet-ben mutatták be a színház felkérésére írt Az idegen kert (Le Jardin étranger) című vokális kamaraművét. Nousnoyons-nous című zenés színházi művét 2004-ben az Opéra de Lille tűzte műsorára.
2013-ban doktorált, többek között Mangnificat című vegyeskari művével.

## Főbb művei
- Le Jardin étranger – vokális kamaramű
- Nousnoyons-nous – zenés színházi mű
- Magnificat – vegyeskari mű

## Díjak
- 2011 Simeonis International Composer's Competition (Bulgária), 3. díj
- 2008 Vántus István Zeneszerzőverseny, 3. díj
- 2006 Vántus István Zeneszerzőverseny, 1. díj
- 2004 Cergy-Pontoise-i Fiatal Zeneszerzők Országos Fóruma, 1. díj
- 1999 Kodály Zoltán Nemzetközi Zeneszerzőverseny (Kecskemét), 2. díj
- 1998 Zeneakadémiai Zeneszerzőverseny, 2. díj